# Нижньокоропецька сільська рада
| Нижньокоропецька сільська рада — колишній орган місцевого самоврядування у Мукачівському районі Закарпатської області з адміністративним центром у с. Нижній Коропець. Сільській раді підпорядковані населені пункти: - с. Нижній Коропець |

## Склад ради
Рада складається з 16 депутатів та голови.

## Керівний склад сільської ради
| ПІБ                            | Основні відомості                                                                                     | Дата обрання | Дата звільнення |
| ------------------------------ | --- | ------------ | --------------- |
| Молнар Магдалина Олександрівна | Сільський голова, 1957 року народження, освіта, член Соціал-демократичної партії України (об'єднаної) | 26.03.2006   | 31.10.2010      |
| Молнар Магдалина Михайлівна    | Сільський голова, 1957 року народження, освіта вища, позапартійна                                     | 31.10.2010   |                 |

Примітка: таблиця складена за даними джерела